# 近畿地方のご当地ソング一覧
近畿地方のご当地ソング一覧（きんきちほうのごとうちソングいちらん）は、近畿地方に関連するご当地ソングの一覧。
太字で示される曲名・歌手名は当地出身者のもの。

## 近畿地方全般
- 関西地方…「I・愛 KANSAI」JK21
- 関西地方…「関西人 in Tokyo」種浦マサオ
- 関西地方「LET'GO WEST〜K N S A I !!〜」ジャニーズWEST、関西ジャニーズJr
- 京都市・大阪市・神戸市…「三都物語」谷村新司
- 京都市・大阪市・神戸市…「恋の京阪神」大西ユカリと新世界
- 京阪電気鉄道…「京阪特急」楠トシエ、ホアーコインズ
  - 出町柳駅・三条駅・四条駅・丹波橋駅・中書島駅・枚方市駅・京橋駅・天満橋駅・北浜駅・淀屋橋駅…「出町柳から」中之島ゆき
- 近畿日本鉄道…「近畿特急」楠トシエ
- 南海電気鉄道…「南海電車」伴久美子

## 三重県
- 三重県…「地物が一番」飯田知子
- 三重県…「ヘルシーピープルみえ・21」…津児童合唱団
- 四日市市…「四日市の歌」伊藤秀志
- 伊勢市…「伊勢の女」北島三郎
- 伊勢市…「伊勢めぐり」水森かおり
- 伊勢市…「伊勢街道まつり唄」山崎ていじ
- 五十鈴川…「五十鈴川」竹川美子
- 二見浦…「二見情話」田端義夫
- 志摩半島…「志摩半島」鳥羽一郎
- 伊賀市上野…「上野市（うえのまち）」西岡たかし
- 桑名市…「七里の渡し」笹みどり
- いなべ市…「やさしい風が吹く街で」近藤久美子
- いなべ市…「もみじに映える聖宝寺」児玉て津代
- 名張市桔梗が丘…「桔梗が丘」平井堅
- 鳥羽市…「少年の海」山口百恵[1]

## 滋賀県
- 滋賀県…「江州音頭」（1868年〈明治元年〉登場）
- 滋賀県…「淡海節（たんかいぶし）」（1917年初演）　志賀廼家淡海、ほか
- 滋賀県…「みどりいっぱい」（1962年）　ペギー葉山
- 滋賀県…「仁鶴の娘江州音頭」（1973年）　笑福亭仁鶴、淺川美智子
- 滋賀県…「近江の子守唄」（1976年）　ザ・ナターシャー・セブン、タンポポ
- 滋賀県…「近江の譜（うた）」（1981年）　芹洋子
- 滋賀県…「湖国（びわ）の女」（1981年）　愛田健二
- 滋賀県…「湖岸通りは雨模様」（1981年）　愛田健二
- 滋賀県…「淡海恋唄（たんかいこいうた）」（1983年）　篝（かがり）たえき
- 滋賀県…「近江わがまち」（1984年）　芹洋子
- 滋賀県…「知ったかぶりカイツブリ」（2008年）、「滋賀ッツマン」（2009年）、
- 滋賀県…「お逢いしたくて～ 近江恋歌～」（2019年）　みずき舞

ほか多数　藤井組
- 余呉湖…「みずうみの詩（うた）」（1982年）　斉藤昌子
- 余呉湖…「余呉湖恋唄」（1982年）　斉藤昌子
- 琵琶湖…「琵琶湖周航の歌」（1917年登場、1933年初版）　京都大学水上部、加藤登紀子
- 琵琶湖…「琵琶湖哀歌」（1941年）　東海林太郎、小笠原美都子
- 琵琶湖…「湖城の歌」（1964年）　梶光夫
- 琵琶湖…「びわ湖よさこい」（1964年）　大下八郎、青山和子
- 琵琶湖…「琵琶湖の少女」（1967年）　　愛田健二
- 琵琶湖…「びわ湖旅情」（1968年）　三波春夫
- 琵琶湖…「琵琶湖ブルース」　湊かすみ
- 琵琶湖…「鳰の湖」　丘みどり
- 琵琶湖…「琵琶湖慕情」（1971年）　三田佳子
- 琵琶湖…「湖の女（ひと）」（1971年）　三田佳子
- 琵琶湖…「びわこ音頭」（1981年）　村田英雄、小松みどり
- 琵琶湖…「びわこ賛歌」（1981年）　デューク・エイセス
- 琵琶湖…「琵琶湖小唄」（1981年）　山崎定道
- 琵琶湖…「四季の琵琶湖」（1981年）　山崎定道
- 琵琶湖…「琵琶湖の夜」　藤かほり
- 琵琶湖…「びわ湖夕暮れ」（1983年）　小宮恵子
- 琵琶湖…「琵琶湖の女」（2006年）　三浦弘とハニーシックス
- 伊吹山…「伊吹おろし」（2020年）　森山愛子
- 湖北地方…「ほやほん」（2007年）　　Family〜おかだ兄弟〜
- 長浜市…「長浜の歌」MONKEY KEN
- 長浜市…「LONG BEACH LOVE」 YUKA[2]
- 米原市…「米原みれん」（1986年）　二葉みつる
- 米原市…「番場の忠太郎」（2004年）　氷川きよし
- 米原市…「米原の雪」（2020年）　浅田あつこ
- 多賀町…「多賀音頭」（1985年）　金田たつえ
- 彦根市…「彦根ばやし」（1960年）
- 彦根市…「琴という女」（1976年）三橋美智也
- 彦根市…「ひこにゃん音頭」（2007年）
- 旧五個荘町…「ごかしょう音頭」（1975年）　小松みどり
- 野洲川…「野洲川音頭」（1970年代前期）　しのぶとみさを
- 守山市…「守山音頭」（1975年）　都はるみ
- 守山市…「びわ湖大橋小唄」（1975年）　金田たつえ
- 日野町…「日野小唄」（1975年）　金田たつえ
- 日野町…「しゃくなげ小唄」（1975年）　金田たつえ
- 比叡山…「比叡おろし」（1970年）　小室等、岸田智史
- 比叡山…「比叡の女」（1981年）春日八郎
- 比叡山…「比叡の風」（2009年）　北島三郎
- 大津市雄琴…「おごとおんな町」（1974年）　江ノ木ジュン

## 京都府
- 京都府…「山陰海岸ジオパーク」京光恵・東山城
- 京都府…「想い出の京都」アントニオ古賀
- 京都府…「Summer in COLORZ」OCEANS with yui
- 伊根町…「伊根の舟屋」水田竜子
- 宇治市…「宇治川哀歌」香西かおり
- 亀岡市…「保津川下り」三橋美智也
- 亀岡市…「丹波越え」綾世一美
- 京都市…「京都行進曲」四家文子
- 京都市…「舞妓はん」橋幸夫
- 京都市…「京おんな」安藤孝子
- 京都市…「京都の恋」渚ゆう子（日本での英語題は"Kyoto Doll"、米題は"EXPO'70"、ザ・ベンチャーズのインストで日本万国博覧会を記念して制作された）
- 京都市…「京都慕情」渚ゆう子（原題は"Reflections in a Palace Lake"、「京都の恋」と同様ザ・ベンチャーズのインストで江戸城界隈といわれている）
- 京都市…「京都ひとり」渚ゆう子（上記二曲とは違い、日本人が作詞作曲の楽曲）
- 京都市…「京都の夜」愛田健二、西田佐知子
- 京都市…「京都ブルース」西田佐知子
- 京都市…「京都ブルース」藤圭子（上記とは別の楽曲）
- 京都市…「京都から博多まで」藤圭子
- 京都市…「私は京都へ帰ります」藤圭子
- 京都市…「京のにわか雨」小柳ルミ子（オリジナルは今陽子）
- 京都市…「だから京都」小柳ルミ子
- 京都市…「京都でひとり」天地真理
- 京都市…「京都哀愁」麻丘めぐみ
- 京都市…「あの頃の京都」ちゃんちゃこ
- 京都市…「KYOTO」JUDY AND MARY
- 京都市…「京都マイ・ラブ」爆風スランプ
- 京都市…「しあわせ京都」ばっくすばにい
- 京都市…「京都去りがたし」森進一
- 京都市…「会津の小鉄」京山幸枝若
- 京都市…「古都情念」美川憲一
- 京都市…「千年の古都」都はるみ
- 京都市…「古都逍遥」都はるみ
- 京都市…「景子」伊藤敏博
- 京都市…「女ひとり」デューク・エイセス
- 京都市…「竹田の子守唄」赤い鳥
- 京都市…「なのにあなたは京都へゆくの」チェリッシュ
- 京都市…「街」高石ともやとザ・ナターシャーセブン
- 京都市…「花月夜」花木里恵
- 京都市…「京都の大学生」くるり
- 京都市…「男道」新選組リアン
- 京都市…「さよなら京都」ノンノン
- 京都市…「京都物語」原由子
- 京都市…「京都ふたたび」多岐川舞子
- 京都市…「ひとり歩き」タンポポ
- 京都市…「宵山」わが回想の京女KYAS
- 京都市…「Burning Airlines Give You So Much More」Brian Eno
- 京都市…「Hunter and the Hunted」Simple Minds
- 京都市…「Japanese Hands」Elton John
- 京都市…「Kyoto」Skrillex
- 京都市…「Kyoto Now!」Bad Religion
- 京都市…「Stop」 Charlotte Hatherley
- 京都市…「カンカン坊主」わが回想の京女KYAS
- 京都市…「響く都」ROTTENGRAFFTY
  - 木屋町…「雨の木屋町」丘みどり
  - 木屋町…「京都・木屋町・おんな雨」北原由紀
  - 河原町…「三条河原町」バーブ佐竹
  - 河原町…「もいちど河原町」由美かおる
  - 河原町…「四条河原町」角川博
  - 紫野…「紫野」さだまさし
  - 一条戻り橋…「願・一条戻り橋」小金沢昇司
  - 嵐山…「雨の嵐山」長渕剛
  - 嵐山…「渡月橋 〜君 想ふ〜」倉木麻衣
  - 嵐山…「渡月橋」わが回想の京女KYAS
  - 嵐山…「嵐峡」長山洋子
  - 大原…「大原の里」うめまつり
  - 大原…「大原絶唱」都はるみ
  - 加茂川…「加茂川ブルース」フランク永井
  - 加茂川…「加茂の流れに」かぐや姫
  - 加茂川…「鴨リバーサイド物語」神農幸
  - 加茂川…「鴨川」馬場俊英
  - 加茂川…「鴨川等間隔」岡崎体育
  - 加茂川…「When the Night Comes」Lou Rawls
  - 河原町…「六月になったら」わが回想の京女KYAS
  - 祇園…「祇園小唄」藤本二三吉
  - 祇園…「ひとり囃子－祇園祭より－」小柳ルミ子
  - 祇園・先斗町…「古都の送り火」石原詢子
  - 清水…「ドキドキ修学旅行」　修学旅行オールスターズ
  - 出町柳…「出町柳」種ともこ
  - 貴船…「貴船の宿」川中美幸
  - 貴船…「貴船川」きくち寛
  - 貴船…「ひとり貴船川」葵かを里
  - 北野天満宮…「卒業」わが回想の京女KYAS
  - 北山…「北山杉」うめまつり
  - 北山…「初恋」わが回想の京女KYAS
  - 鞍馬山…「鞍馬寺の天狗」わが回想の京女KYAS
  - 嵯峨野…「嵯峨野の女」森若里子
  - 嵯峨野…「嵯峨野さやさや」タンポポ
  - 嵯峨野…「忍ぶれど」倉沢淳美
  - 嵯峨野…「京都北嵯峨別れ寺」島倉千代子
  - 嵯峨野・嵐山・化野念仏寺・大覚寺…「嵯峨野巡礼」あべ静江
  - 嵯峨野・化野念仏寺…「どうして私を愛したのですか」高田みづえ
  - 三条通…「きぬぎぬの別れ」わが回想の京女KYAS
  - 三年坂…「恋の媚薬」わが回想の京女KYAS
  - 三年坂…「三年坂」清水由貴子
  - 高瀬川…「いま、愛の時」わが回想の京女KYAS
  - 高瀬川…「高瀬川慕情」北野まち子
  - 比叡山…「比叡おろし」岸田智史
  - 比叡山…「比叡おろし」小林啓子
  - 比叡山…「比叡の風」北島三郎
  - 先斗町・河原町…「お座敷小唄」松尾和子 & 和田弘とマヒナスターズ
  - 南禅寺…「わが回想の京女」KYAS
  - 西陣…「西陣育ち」笹みどり
  - 西陣…「きょうだい心中」山崎ハコ
  - 室町通…「室町の晩」わが回想の京女KYAS
  - 北大路駅…「ANSWER」「EACH OTHER」槇原敬之
  - 京都タワー…「京都タワーにのぼって」フラリーパッド
  - 三条大橋…「河原の石川五右衛門」長万部キャッツ（シンガーズ・スリー）
- 丹後…「丹後めぐり逢い」京光恵・東山城
- 丹後半島…「丹後半島」水森かおり
- 長岡京市・光明寺…「西山慕情〜和らぎの京都〜」西小路一葉
- 舞鶴市…「岸壁の母」菊池章子、二葉百合子
- 向日市…「わたしの向日市」ダ・カーポ

## 大阪府
- 大阪府のご当地ソング一覧を参照。

## 兵庫県
- 兵庫県のご当地ソング一覧を参照。

## 奈良県
- 奈良県…「奈良路慕情」三浦洸一
- 奈良県…「四季大和路」タンポポ
- 奈良県…「やまとしうるはし」新井満（奈良イメージソングCDブック[3]）
- 奈良県…「奈良へ」友実子[4]
- 奈良県…「さくら音頭」キナリーズ
- 奈良県…「ブッツ仏像」勝手に観光協会
- 奈良県・大和路…「大和路の恋」水森かおり
- 奈良県・大和路…「大和路らぷそでぃ」川本佐江子[5]
- 奈良県・大和路…「大和路」NAC（New Acoustic Chorus Band）
- 奈良県・大和路…「面影の大和路」曽田陽介
- 奈良県・大和路…「大和路未練」南吾郎
- 奈良県・大和路…「あの人の大和路」瀧田佳代子
- 大和路・斑鳩・飛鳥…「古都めぐり」広谷順子（作詞・竜真知子、作曲：広谷順子）[6]
- 飛鳥…「飛鳥は逝ける」藤山一郎
- 斑鳩…「旅愁〜斑鳩にて〜」布施明
- 奈良市・奈良公園・東大寺…「奈良の春日野」吉永小百合
- 宇陀市・ 室生川・ 桜井市・ 長谷寺…「秘螢」永井みゆき
- 奈良市・奈良公園・東大寺…「まほろば」さだまさし
- 奈良市・東大寺大仏…「大仏なら…」奈良少年少女合唱隊アンジェリカ with ますだ（作詞・作曲：ますだおかだ増田）
- 奈良市・東大寺大仏…「だいぶつぶつぶつ」ニコ☆モコ（上記「大仏なら…」の新アレンジ）
- 奈良市・東大寺大仏…「奈良の大仏さん」ダーさん
- 奈良市・東大寺大仏…「奈良の大仏さん」Noriko Kawahara
- 奈良市・東大寺大仏…「奈良の大仏さん」土田卓弥
- 奈良市・若草公園…「鹿せんべいツイスト」若草鹿之助[7]
- 奈良市…「ENJOYNARA」井上涼
- 奈良市…「せんとくんなら知っている」まほろば音楽堂（平城遷都1300年祭応援団有志）
- 奈良市…「元気いっぱいせんとくん」モエヤン
- 奈良市…「まんとくんのうた♪」清田愛未
- 奈良市…「奈良犬ならっしーの歌」重利美里
- 奈良市…「りにまねのうた」りにまね
- 奈良市…「まほろば」吉田ともえ
- 奈良市…「ならうたものがたり」奈良少年少女合唱団
- 奈良市…「奈良のうた…」東京ヴォーカル・グループ
- 室生寺… 「室生寺」牧村三枝子
- 室生寺…「女人高野」田川寿美
- 生駒市…「女町エレジー」吉野さくら
- 高取町…「壷坂情話」中村美律子
- 平城山丘陵…「平城山」藤山一郎、鮫島有美子

## 和歌山県
- 和歌山県…「豪商一代 紀伊国屋文左衛門」三波春夫
- 和歌山県…「Yhoo!You're!Yhoo!」古家学
- 和歌山県…「キンキのオマケ」一発逆転
- 和歌山県…「和歌山 LOVE SONG 21」ワ!つれもていこらーズ
- 和歌山県…「ずっと和歌山」ウインズ
- 和歌山県…「和歌山LOVE SONG完結編」ウインズ平阪
- 和歌山県・紀州…「YAPPA 紀州」ウインズ平阪
- 紀州…「梅ぼしのうた 紀州ばーじょん」柳森万里
- 紀南…「ふるさと紀南」ウインズ
- 紀南…「さがしもんのうた」古家学
- 和歌山市…「和歌山ブルース」古都清乃
- 和歌山市…「なんで和歌山」ウインズ平阪
- 和歌山市・ぶらくり丁…「ぶらくり丁」ウインズ
- 橋本市…「橋本愛賛歌」ウインズ
- 橋本市…「そうじょ橋本」ウインズ
- 熊野・那智…「熊野の風」ウインズ
- 那智・熊野…「那智の火祭り」渡辺ひろ美[8]
- 熊野古道…「熊野古道」水森かおり
- 高野山・熊野古道…「高野 そして熊野」ウインズ
- 潮岬…「潮岬情話」香西かおり
- 高野口町…「高野口SAMBA」ウインズ平阪
- 田辺市…「弁慶よさこいODOROLAYO!」古家学
- 紀勢本線岩代駅…「テングサの歌」谷山浩子
- 雑賀孫市…「紀州サムライ魂」ザ・ビート